# Departament de Vaupés
Vaupés és un departament de Colòmbia, fronterer amb el Brasil, format pels municipis d'Acaricuara, Carurú, Mitú, Pacoa, Papunahua, Taraira, Villa Fátima i Yavaraté.